# Carshalton and Wallington
Pour les articles homonymes, voir Wallington.
Circonscription parlementaire de la Chambre des communes
La circonscription de Carshalton et Wallington est une circonscription électorale anglaise située dans le Grand Londres, et représentée à la Chambre des communes du Parlement britannique depuis 2019 par Elliot Colburn du Parti conservateur.

## Géographie
La circonscription comprend :
- La partie est du borough londonien du Sutton
- Les quartiers de Beddington, Beddington Corner, Carshalton, Carshalton on the Hill, Little Woodcote, South Beddington et Wallington

## Députés
Les Members of Parliament (MPs) de la circonscription sont :
| Législature                                   | Années       | Député | Député         | Parti             |
| --------------------------------------------- | ------------ | ------ | -------------- | ----------------- |
| Carshalton and Wallington issue de Carshalton |              |        |                |                   |
| 49e                                           | 1983–1987    |        | Nigel Forman   | Conservateur      |
| 50e                                           | 1987–1992    |        | Nigel Forman   | Conservateur      |
| 51e                                           | 1992–1997    |        | Nigel Forman   | Conservateur      |
| 52e                                           | 1997–2001    |        | Tom Brake      | Libéral-démocrate |
| 53e                                           | 2001–2005    |        | Tom Brake      | Libéral-démocrate |
| 54e                                           | 2005–2010    |        | Tom Brake      | Libéral-démocrate |
| 55e                                           | 2010–2015    |        | Tom Brake      | Libéral-démocrate |
| 56e                                           | 2015–2017    |        | Tom Brake      | Libéral-démocrate |
| 57e                                           | 2017–2019    |        | Tom Brake      | Libéral-démocrate |
| 58e                                           | 2019–Présent |        | Elliot Colburn | Conservateur      |

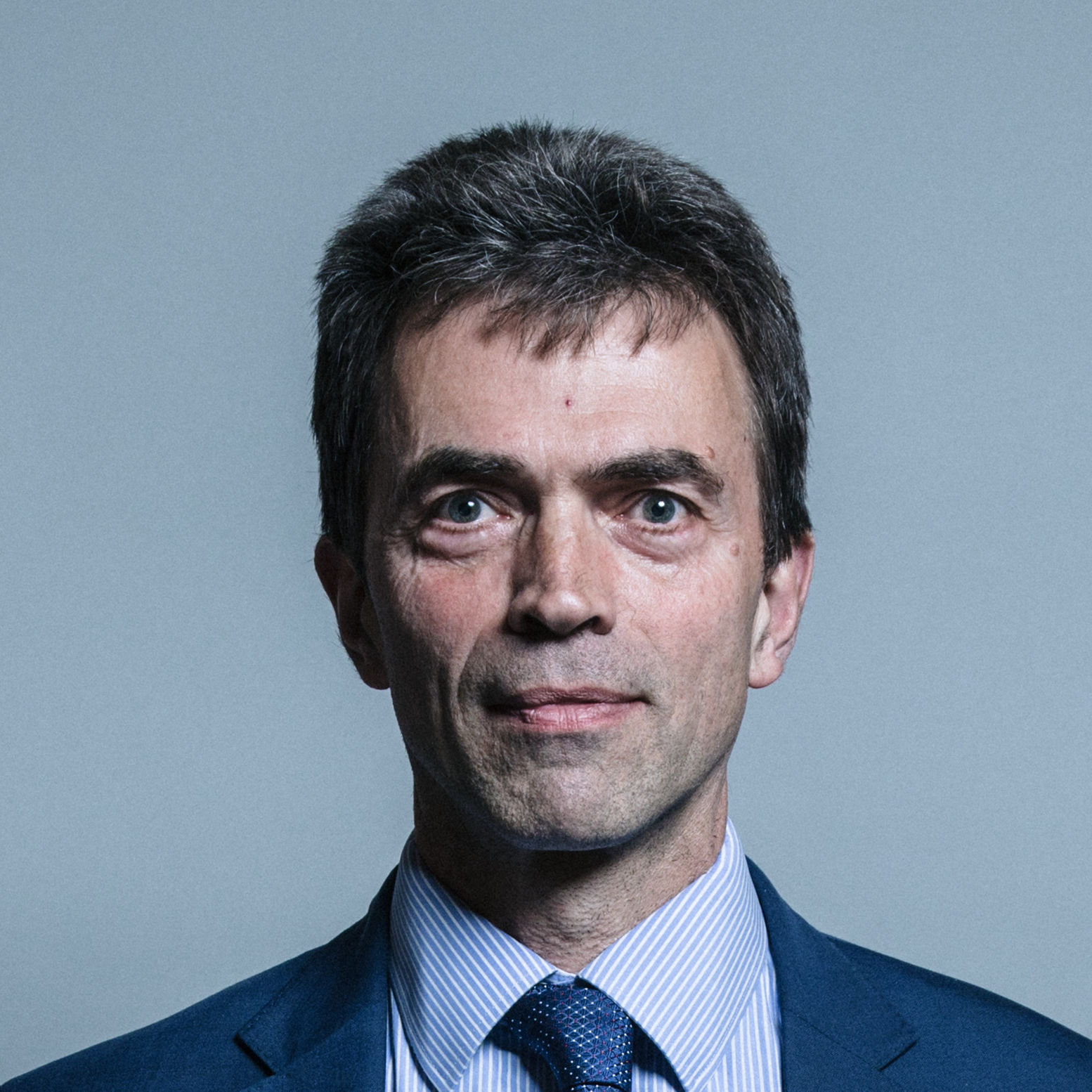
Tom Brake (1997-2019)
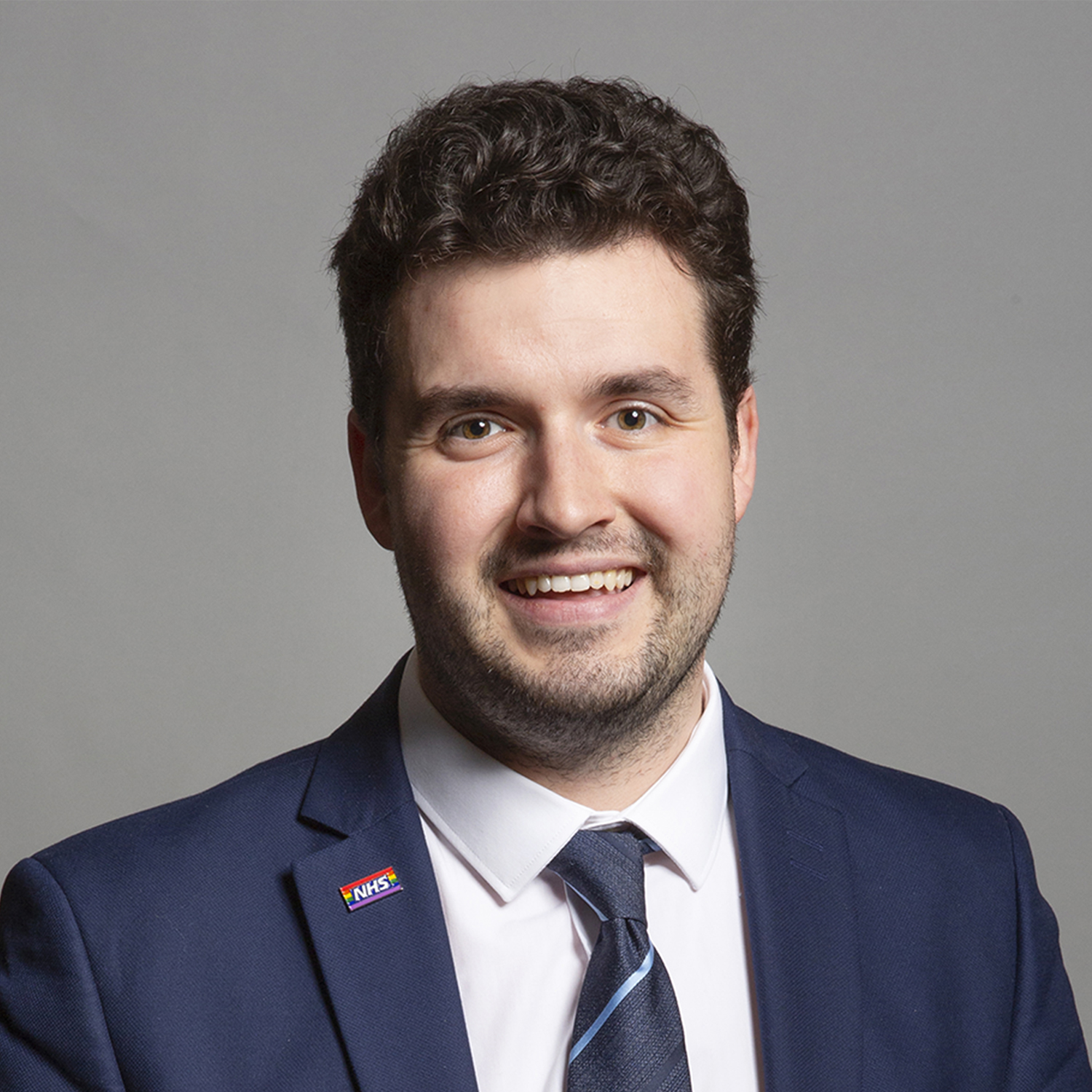
Elliot Coburn (2019-en cours)